# Gogri Jamalpur
Gogri Jamalpur è una città dell'India di 31.093 abitanti, situata nel distretto di Khagaria, nello stato federato del Bihar. In base al numero di abitanti la città rientra nella classe III (da 20.000 a 49.999 persone).

## Geografia fisica
La città è situata a 25° 24' 45 N e 86° 38' 29 E.

## Società

### Evoluzione demografica
Al censimento del 2001 la popolazione di Gogri Jamalpur assommava a 31.093 persone, delle quali 16.569 maschi e 14.524 femmine. I bambini di età inferiore o uguale ai sei anni assommavano a 6.245, dei quali 3.146 maschi e 3.099 femmine. Infine, coloro che erano in grado di saper almeno leggere e scrivere erano 14.841, dei quali 9.247 maschi e 5.594 femmine.